# Autorité suédoise de sûreté radiologique
L'Autorité suédoise de sûreté radiologique (SSM) (en suédois Strålsäkerhetsmyndigheten et en anglais Swedish Radiation Safety Authority) est l'autorité suédoise de radioprotection et de sûreté nucléaire.

## Historique
L'autorité est sous tutelle du ministère de l'Environnement. Elle a été créée le 1er juillet 2008 par la fusion de l'Inspection de l'énergie (SKI) (en suédois Statens kärnkraftsinspektion) et de l'Institut suédois de radioprotection (SSI) (en suédois Statens strålskyddsinstitut).

## Présentation
Les activités de l'autorité portent sur les questions de protection de la santé humaine et de l'environnement contre les effets nocifs des rayonnements ionisants et la sécurité liée aux activités nucléaires et à la non-prolifération nucléaire.
L'autorité participe également aux études sur le radon, les téléphones mobiles, les solariums...

### Source
- (sv) Cet article est partiellement ou en totalité issu de l’article de Wikipédia en suédois intitulé « Strålsäkerhetsmyndigheten » (voir la liste des auteurs).